# ルートヴィヒ3世 (バイエルン公)
ルートヴィヒ3世（Ludwig III., 1269年10月9日 - 1296年5月3日）は、下バイエルン公（在位：1290年 - 1296年）。ハインリヒ13世の三男。オットー3世の弟、シュテファン1世の兄。
2人の兄弟と共に上バイエルン公となったが、在位6年で急死した。ロレーヌ公フェリー3世の娘エリザベートと結婚したが、子はなかった。